# هاريسون دا سيلفا نيري
هاريسون دا سيلفا نيري (بالبرتغالية: Harison da Silva Nery‏) (2 يناير 1980 في بليم في البرازيل – )؛ هو لاعب كرة قدم سابق كان يلعب كلاعب وسط.

## وصلات خارجية
- هاريسون دا سيلفا نيري على موقع رابطة كرة القدم اليابانية للمحترفين (اليابانية)
- هاريسون دا سيلفا نيري على موقع قاعدة بيانات كرة القدم.إي يو (الإنجليزية)
- هاريسون دا سيلفا نيري على موقع Soccerway.com (الإنجليزية)
- هاريسون دا سيلفا نيري على موقع عالم كرة القدم.نت (الإنجليزية)